# Шпилёв, Герасим Иванович
Герасим Иванович Шпилёв (1884 — 1939) — российский и советский поэт, член общества бывших политкаторжан и ссыльнопоселенцев. Дед по материнской линии М. Н. Ромадина.

## Биография
Родился в большой крестьянской семье. Получил среднее образование в 1900 окончил Благовещенское ремесленное училище, получил профессию столяра. В июле того же года участвовав в обороне города, осенью уехал в Маньчжурию на строительство КВЖД. В августе 1905 приехал в Томск, чтобы продолжить образование, работал в столярной мастерской и одновременно учился на общеобразовательных курсах при Томском технологическом институте, печатается в сибирской и дальневосточной периодике, пишет стихи. Вскоре стал командиром боевой дружины при Томском комитете РСДРП, вошёл в комитет Сибирского союза РСДРП. Там же познакомился с С. М. Костриковым, вместе с которым занимался оборудованием нелегальной типографии. 19 июля 1906 арестован и заключён в тюрьму Томска, где провёл более шести месяцев. В 1907 вернулся в Благовещенск, стал работать судовым механиком на пароходе «Рыбак», вошёл в состав местной организации РСДРП, действовавшей в области нелегально. В июне 1909 вновь был арестован по делу томской типографии. Постановлением приамурского генерал-губернатора ему было запрещено жительство в пределах Амурской области. По требованию начальника томского губернского жандармского управления в сентябре 1909 препроводили по этапу в Томск. По приговору суда отбывал шестилетнюю ссылку в селе Косая Степь Иркутской губернии. После заключения в 1915 вернулся в Благовещенск.
После Февральской революции деятельно участвовал в политической жизни Благовещенска, был секретарём Совета рабочих и солдатских депутатов, членом правления союза торгово-промышленных служащих, секретарём союза горнорабочих, избирался членом областного земства, гласным городской думы. До 1919 был меньшевиком, но в 1921 вступил в РКП(б). С 1920 являлся членом редакционной коллегии газеты «Амурская правда», вместе с ческистом М. А. Трилиссером и революционером П. Н. Караваевым.. Затем с 1921 по 1923 был главным редактором, в те же годы избирался членом Амурского областного комитета РКП(б). В разное время он являлся сотрудником или автором «Амурской газеты», «Амурского края», «Амурских отголосков», «Амурского эха», «Голоса труда», «Амурской правды», а также некоторых томских и иркутских газет. В дальнейшем жил в Москве, работал научным сотрудником в Институте марксизма-ленинизма, был членом правления Всесоюзного общества политкаторжан и ссыльнопоселенцев. Заведовал издательством МОПР. Проживал по адресу: улица Чаплыгина, дом 15, квартира 98.
8 марта 1938 арестован, содержался в тюрьме Архангельска. Осуждён 26 мая 1938 по статье 58-10 на 8 лет ИТЛ. По одной из версий, через год, в 1939, скоропостижно скончался от разрыва сердца после оглашения документа об освобождении из-под стражи. Только в октябре 1955 дочери Зинаиде Герасимовне Бровченко пришёл ответ из судейской коллегии по уголовным делам Верховного суда СССР, в котором сообщалось, что дело в отношении отца прекращено за недоказанностью обвинения. 9 июля 1955 посмертно реабилитирован Генеральной прокуратурой СССР.

## Публикации
- «Стихотворения» (1908);
- «Голоса земли» (1919).